# Erysimum erosum
Erysimum erosum är en korsblommig växtart som beskrevs av Otto Eugen Schulz. Erysimum erosum ingår i släktet kårlar, och familjen korsblommiga växter. Inga underarter finns listade i Catalogue of Life.